# Чарда
Ча́рда (болг. Чарда) — село в Ямбольській області Болгарії. Входить до складу общини Стралджа.

## Населення
За даними перепису населення 2011 року у селі проживали 290 осіб, з них 285 осіб (99,0%) — болгари.
Розподіл населення за віком у 2011 році:
Динаміка населення: